# Mariana Benítez Keinrad
Mariana Benítez Keinrad (Ciudad de México) es una científica mexicana, especializada en el área de Agroecología y Sistemas Agroalimentarios y de Ecología Evolutiva del Desarrollo.  Es investigadora del Instituto de Ecología de la Universidad Nacional Autónoma de México (UNAM) y se ha especializado en un enfoque teórico y práctico de sistemas complejos para tratar de entender los procesos colectivos  detrás del origen de propiedades como la diversidad y la formación de patrones en diferentes escalas, desde la escala molecular y de los organismos, hasta la ecológica y socioambiental Fue la primera académica de la UNAM en recibir el premio Jorge Lomnitz Adler de la Academia Mexicana de Ciencias (AMC) en el área de sistemas complejos.

## Trayectoria Académica
Estudió la licenciatura en Biología en la Facultad de Ciencias de la UNAM, la maestría en Dinámica no Lineal y Sistemas Complejos en la Universidad Autónoma de la Ciudad de México (UACM) y el doctorado en Ciencias Biomédicas de la UNAM. Realizó dos estancias posdoctorales, una en el Centro de Ciencias de la Complejidad de la UNAM y otra en la Universidad Masaryk de la República Checa.
Desde el 2012 trabaja en el Instituto de Ecología de la UNAM, donde actualmente de Investigadora Titular A y dirige un grupo de investigación en el Laboratorio Nacional de la Sostenibilidad.

## Líneas de Investigación
Sus líneas de investigación son Agroecología y Sistemas Agroalimentarios y de Ecología Evolutiva del Desarrollo.
Es responsable del proyecto Estudio teórico y práctico de la relación agricultura-biodiversidad en el contexto de la matriz agroecológica (2019 - 2021) y participante en los proyectos Sharing learning to implement an open and collaborative seed innovation system durante el periodo 2019-2020 y del proyecto Genetic structure and mechanisms of drought adaptation in Capsicum AFRI-USDA durante el periodo 2018al 2020.

## Premios y distinciones
- 2015 Premio Jorge Lomnitz Adler de la Academia Mexicana de Ciencias (AMC)[7][2][3]

## Producción Científica
Mariana Benítez Keinrad tiene 55 artículos de publicación científica de acuerdo al Instituto de Ecología de la UNAM y de acuerdo al mismo Instituto de Ecología y Google scholar se destacan las siguientes:
1. 2021. Bracamontes Nájera, L., Benítez, M. Transformar para resistir: Resiliencia de redes alimentarias alternativas ante la emergencia de COVID-19 en la Ciudad de México. Acta Sociológica.
2. 2018. Benítez, M*. Ecological evolutionary developmental biology in dialogue with Agroecology en Interdisciplina.
3. 2010. Benítez, M. and Alvarez-Buylla ER. Dyamic-module redundancy confers robustness to the gene regulatory network involved in hair patterning of Arabidopsis epidermis en Biosystems.
4. 2008. M. Benítez, C. Espinosa-Soto, P. Padilla-Longoria, E. R. Alvarez-Buylla. Interlinked nonlinear subnetworks underlie the formation of robust cellular patterns in Arabidopsis epidermis: a dynamic spatial model en BMC Systems Biology,